# فينيسيوس بوفي
فينيسيوس بوفي هو لاعب كرة قدم برازيلي في مركز الدفاع، ولد في 18 ديسمبر 1981 في ليميرا في البرازيل. لعب مع نادي فيرانوبوليس.

## وصلات خارجية
- فينيسيوس بوفي على موقع قاعدة بيانات كرة القدم.إي يو (الإنجليزية)
- فينيسيوس بوفي على موقع Soccerway.com (الإنجليزية)